# Coeficiente de Gini

Mapa coloreado de países según sus últimos coeficiente de Gini registrados, entre 1990 y 2020.
> 0.50
0.45 – 0.50
0.40 – 0.45
0.35 – 0.40
0.30 – 0.35
< 0.30
Sin datos

El coeficiente de Gini es una medida de la desigualdad ideada por el estadístico italiano Corrado Gini. Normalmente se utiliza para medir la desigualdad en los ingresos, dentro de un país, pero puede utilizarse para medir cualquier forma de distribución desigual. El coeficiente de Gini es un número entre 0 y 1, donde 0 se corresponde con la perfecta igualdad (todos tienen los mismos ingresos) y 1 se corresponde con la perfecta desigualdad (una persona tiene todos los ingresos y los demás ninguno). El índice de Gini es el coeficiente de Gini expresado en referencia a 100 como máximo, en vez de 1, y es igual al coeficiente de Gini multiplicado por 100. Una variación de dos centésimas del coeficiente de Gini (o dos unidades del índice) equivale a una distribución de un 7% de riqueza del sector más pobre de la población (por debajo de la mediana) al más rico (por encima de la mediana).
Aunque el coeficiente de Gini se utiliza sobre todo para medir la desigualdad en los ingresos, también puede utilizarse para medir la desigualdad en la riqueza. Este uso requiere que nadie disponga de una riqueza neta negativa.

## Definición

Diagrama que muestra el área a comprendida entre la curva de Lorenz y la bisectriz del cuadrado, dicha área es proporcional al coeficiente de Gini.

El coeficiente de Gini se calcula como una proporción de las áreas en el diagrama de la curva de Lorenz. Si el área entre la línea de perfecta igualdad y la curva de Lorenz es a, y el área por debajo de la curva de Lorenz es b, entonces el coeficiente de Gini es a/(a+b).
Esta proporción se expresa como porcentaje o como equivalente numérico de ese porcentaje, que es siempre un número entre 0 y 1. El coeficiente de Gini se calcula a menudo con la Fórmula de Brown, que es más práctica:
| Símbolo           | Nombre                                        |
| ----------------- | --------------------------------------------- |
| {\displaystyle G} | Coeficiente de Gini                           |
| {\displaystyle X} | Proporción acumulada de la variable población |
| {\displaystyle Y} | Proporción acumulada de la variable ingresos  |

De forma resumida, la Curva de Lorenz es una gráfica de concentración acumulada de la distribución de la riqueza superpuesta a la curva de la distribución de frecuencias de los individuos que la poseen, y su expresión en porcentajes es el índice de Gini.

### Propiedades
- Todas las curvas de Lorenz pasan por la recta o la curva que une los puntos (0,0) y (1,1). A mayor índice de Gini se tiene una mayor desigualdad. Si dos curvas de Lorenz se cruzan entre sí, se recomienda no sacar conclusiones de carácter visual, ya que pueden ser engañosas; es mejor comparar la desigualdad que representan, calculando primero los índices de Gini correspondientes a cada curva.
- Para determinar el área entre la curva de Lorenz y la línea de perfecta equidad, lo ideal es calcular una integral definida, pero a veces no se conoce la definición explícita de la curva de Lorenz, por lo que es interesante utilizar otras fórmulas con un número finito de sumandos.
- Las propiedades del índice de Gini son comparables con las del cuadrado del coeficiente de variación.[3]
- Empíricamente, la renta de muchos países se aproxima a una distribución Gamma (con parámetro k < 5), lo cual lleva a los índices de Gini observados entre 0,50 y 0,25. Los países con índices superior a 0,50 tienen una distribución aún más desigual que la distribución exponencial. En particular para una distribución de la renta {\displaystyle r} dada por la Gamma con parámetros {\displaystyle (n,\lambda )}:

{\displaystyle f_{\text{rent}}(\rho )={\frac {\lambda ^{n}}{\Gamma (n)}}\rho ^{n-1}e^{-\lambda \rho }}

donde los parámetros están relacionados con la renta media {\displaystyle R_{m}} mediante {\displaystyle \lambda =n/R_{m}}, y donde el índice de Gini depende sólo del parámetro {\displaystyle n=\lambda R_{m}}. Más explícitamente, el índice de Gini para un país con esa distribución de la renta es:

{\displaystyle IG=1-2\int _{0}^{1}R\ dP=1-2\int _{0}^{\infty }R(r){\frac {dP(r)}{dr}}\ dr={\frac {\Gamma (n+1/2)}{\Gamma (n+1)\Gamma (1/2)}}}

donde {\displaystyle \Gamma (\cdot )} es la función gamma. De ahí que el coeficiente de Gini para la distribución Gamma esté siempre entre 0,50 y 0,25. En la ecuación anterior la función {\displaystyle R(r)} es el porcentaje de renta acumulada que viene dada por:

{\displaystyle R(r)={\frac {\int _{0}^{r}\rho f_{r}(\rho )\ d\rho }{\int _{0}^{\infty }\rho f_{r}(\rho )\ d\rho }}={\frac {1}{R_{m}}}\int _{0}^{r}\rho f_{r}(\rho )\ d\rho }